# DEPTHX

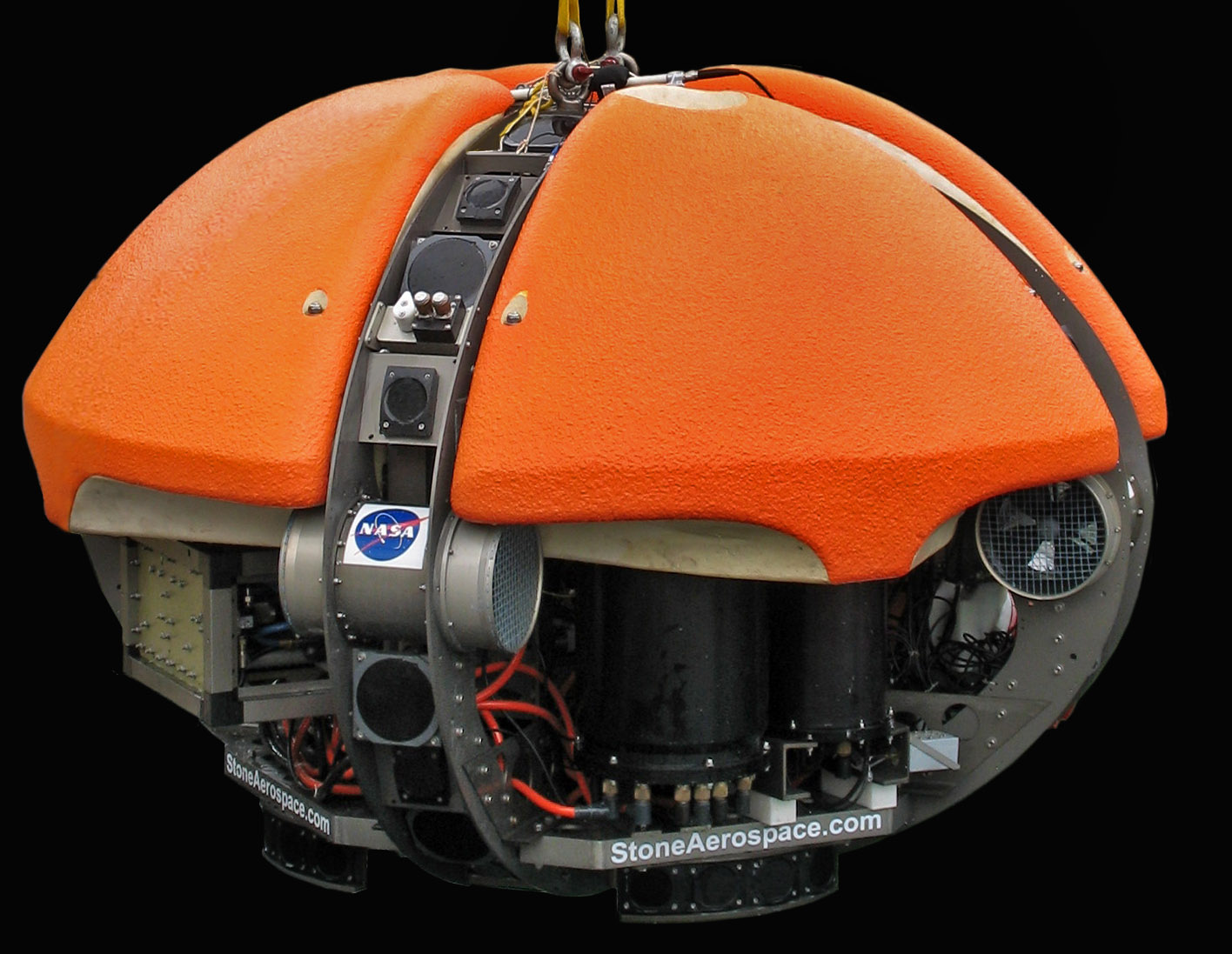
Le robot d'exploration et de cartographie/sonar DEPTHX de la NASA (version 2007).

Le « Deep Phreatic Thermal Explorer » (DEep Phreatic THermal eXplorer ou DEPTHX) est un véhicule sous-marin autonome de la NASA mesurant un peu plus de 2 m et pesant plus d'une tonne. Il fait partie du projet Astrobiology Science and Technology for Exploring Planets (ASTEP) de la NASA.
Préfigurant des robots qui pourraient explorer des milieux aquatiques sur d'autres planètes, il a été conçu pour explorer et cartographier de manière autonome les grands gouffres sous-marins karstiques plus ou moins inter-reliés nord du Mexique, ainsi que pour y collecter des échantillons d'eau et prélever des carottes de sédiments. 
Il a été le premier d'une série de trois véhicules subaquatiques autonomes construits par Stone Aerospace et financés par la NASA pour tester des technologies pouvant être utilisées lors de futures explorations des océans de la lune Europa de Jupiter afin d'y rechercher d'éventuelles traces de vie extraterrestre,,. 
Le principal gouffre exploré a été le grand gouffre du Zacatón, un cénote faisant partie d'un groupe de cinq cénotes interconnectés situés au nord-est de l'État de Tamaulipas au Mexique, dans la municipalité d'Aldama. 
C'est le quatrième au monde en termes de profondeur (estimée en 2017 être de 339 mètres). 
Six nouveaux groupes de bactéries y ont été découverts lors de cette mission.

## Gouvernance du projet et constructeur
DEPTHX était un projet collaboratif dans lequel Stone Aerospace était le partenaire principal, avec autour de lui notamment : 
- la Carnegie Mellon University (chargée du logiciel de navigation et de guidage) ;
- le Southwest Research Institute (qui a construit la charge utile scientifique du véhicule) ;
- des chercheurs de l'Université du Texas d'Austin ;
- des chercheurs de la l'école des mines du Colorado (Colorado School of Mines) ;
- la NASA (via le NASA Ames Research Center).

Ce robot a été construit par Stone Aerospace (société d'ingénierie aérospatiale basée à Austin au Texas).

## Histoire du projet

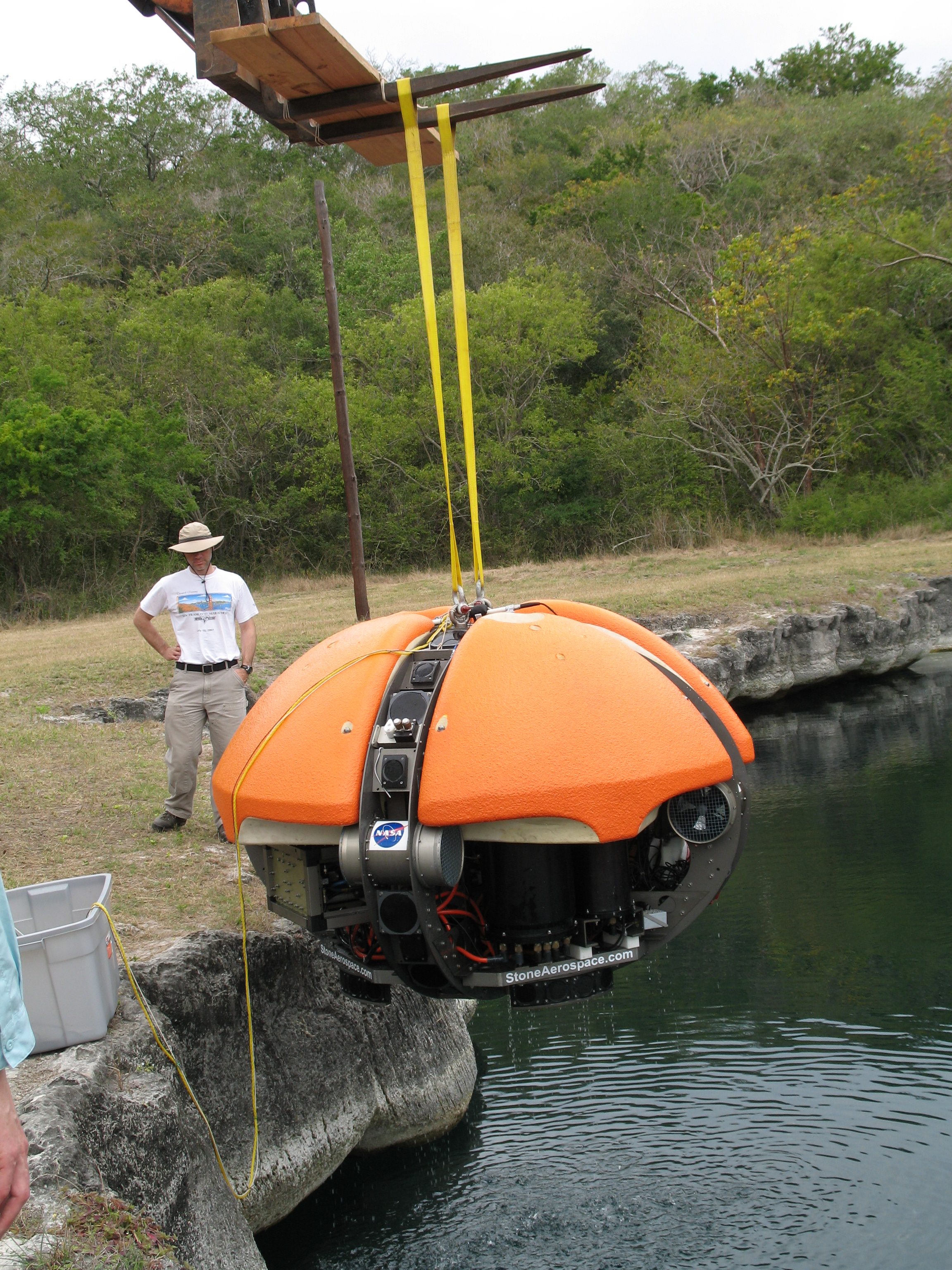
Mise à l'eau (en 2007) du robot DEPTHX de la Nasa, à La Pilita, dans un cénote qui est l'un des gouffres ennoyés de la région dite du système des cénotes du Zacatón (ensemble interconnecté de plusieurs gouffres ennoyés situés au nord-est du Mexique).

En 1999, l'ingénieur-explorateur Bill Stone avait participé à un projet d'étude sous-marine à Wakulla Springs, en Floride où il avait conçu un système de cartographie digitale tridimensionnelle lié à un véhicule sous-marin guidé par des plongeurs, conçu pour créer une carte en trois dimensions via un ensemble de sonars et d'autres capteurs,.
Le succès de ce projet (« Wakulla Springs 2 ») a attiré l'attention du scientifique Dan Durda (du Southwest Research Institute) qui souhaitait également créer une technologie de ce type pour explorer les océans d'Europe, mais qu'il voulait confier à un robot autonome. 
Stone a accepté le défi et plusieurs propositions de collaboration ont été soumises à la NASA. L'Agence a attendu 2003 pour accepter de subventionner la création du DEPTHX (5 millions de dollars sur 3 ans).
Durant les deux années qui ont suivi, l'engin est passé par plusieurs versions, au fur et à mesure que les ingénieurs de Stone Aerospace testaient différentes options. 
Les conceptions initiales ont évolué vers une forme moins ellipsoïdale, pour faciliter les manœuvres dans des espaces étroits susceptibles d'être explorés lors de futures missions de terrain. 
C'est à cette époque que l'équipe DEPTHX a pu se rendre au grand Cenote du complexe de Zacatón, et à l'aide d'une sonde, acquérir des données initiales destinées à l'équipe responsable du logiciel. Ces données ont contribué à un changement global de la conception du robot (les choix finaux ont été faits en 2006, avant le début de la construction proprement dite du véhicule,).
Le véhicule achevé mesurait environ 2,1 m (7 pieds) de diamètre et pesait environ 1,3 tonne (3 300 livres). 
Il dispose de systèmes de navigation redondants comprenant 54 sonars, une centrale inertielle combinée à un enregistreur de vitesse doppler (Doppler velocity logger ou DVL), ainsi qu'à des jauges de profondeur et des accéléromètres pour déterminer son parcours et son positionnement dans l'espace subaquatique. Les systèmes de propulsion étaient également redondants, avec six propulseurs et deux batteries équivalentes. Doté d'un système de flottabilité variable, il embarque une charge utile scientifique incluant de quoi échantillonner de l'eau et prélever des carottes solides (pour analyses ultérieures). Un microscope embarqué permet d'observer /analyser certains échantillons d'eau en temps réel,.

## Objectifs et réalisations
Alors qu'aucun plongeur humain n'avait réussi à atteindre le fond du plus profond des cenotes du système du Zacatón (à Tamaulipas au Mexique) où un record mondial de plongée a été établi - 554 pieds, soit 169 mètres en 1993 puis l'année suivante (282 mètres) par le plongeur-explorateur Jim Bowden descendu avec Sheck Exley dans le Zacatón pour toucher le fond (Exley y est mort à cette occasion  à environ −276 mètres, sans doute du syndrome des profondeurs). 
En 2007, lors de ses opérations DEPTHX a pu créer des cartes 3D de quatre cénotes du système du Zacatón dont la profondeur et la forme étaient encore inconnues. DEPTHX qui est descendu à plus de 300 m de fond lors de ces opérations a été le premier système autonome à explorer et cartographier une grande caverne souterraine dans le monde.
Il a aussi été le premier système robotique autonome disposant à la fois d'un système de localisation et de cartographie 3D (SLAM, pour Simultaneous Localization and Mappin), (en temps réel). 
Il a enfin été le premier à prendre ses propres décisions sur où et comment collecter des échantillons. 

## Résultats
À partir de ces échantillons, au moins trois nouveaux groupes de bactéries ont été découverts,.
Le succès de cette mission a conduit au financement du projet suivant, dénommé ENDURANCE, qui a repris le châssis et quelques systèmes du DEPTHX, mais qui a été considérablement reconfiguré pour les besoins cette fois de l'environnement très froid et salé de l'antarctique,.

## Chronologie des tests in situ
- Du 25 au 27 janvier 2007 - L'équipe DEPTHX commence à arpenter le cénote le plus profond du monde, Cenote Zacatón[19],[20].
- Du 4 au 10 février 2007 - Opérations sur le terrain à la Pilita, l'une des gouffres de Sistema Zacatón. DEPTHX exécute de longues missions autonomes pour cartographier la zone et recueillir des données scientifiques[19],[21].
- Mars 2007 - Les travaux sur le terrain se poursuivent à La Pilita[22],[23].
- Mai 2007 - DEPTHX est descendu à Zacatón pour la première fois et cartographie le fond pour la première fois. La technologie SLAM tridimensionnelle est démontrée, des échantillons microbiologiques sont collectés et une opération autonome est démontrée[24],[25].

### Vidéographie
- Cartographie 3D réalisée par DEPTHX
- Exploration du Cenote La Pilita par DEPTHX (carte produite en février 2007 à partir de 340 000 "hits" de sonar), mis en ligne par Stone Aerospace le 14 févr. 2013
- NASA probes Mexican sinkhole (HowTechTV), mis en ligne le 22 juin 2011
- NASA probes Mexican sinkhole (HowTechTV), mis en ligne le 22 juin 2011